# Interstate 45
L'Interstate 45 (I-45) è un'autostrada statunitense della Interstate Highway che si estende per 458,52 chilometri e collega Galveston con Dallas passando per Houston.